# Walter Ader
Walter Ader Hausman, nació en Hodonín, Moravia, el 7 de noviembre de 1913, es un jugador de ajedrez checo, nacionalizado chileno.

## Resultados destacados en competición
Fue una vez ganador del Campeonato de ajedrez de Chile en el año 1966.
Participó representando a Chile en tres Olimpíadas de ajedrez en el año 1956 en Moscú, en 1960 en Leipzig y en 1964 en Tel Aviv.